# Сентерфилд (Јута)
Сентерфилд (енгл. Centerfield) град је у америчкој савезној држави Јута.

## Демографија
По попису из 2010. године број становника је 1.367, што је 319 (30,4%) становника више него 2000. године.
| Група             | 2000.       | 2010.         |
| Белци             | 940 (89,7%) | 1.197 (87,6%) |
| Афроамериканци    | 0 (0,0%)    | 3 (0,2%)      |
| Азијати           | 1 (0,1%)    | 3 (0,2%)      |
| Хиспаноамериканци | 89 (8,5%)   | 149 (10,9%)   |
| Укупно            | 1.048       | 1.367         |